# Cutting Class
Cutting Class is een Amerikaanse horrorfilm uit 1989, de enige rolprent die scenarioschrijver Rospo Pallenberg regisseerde. Brad Pitt speelde in deze film de eerste omvangrijke rol in zijn carrière.

## Verhaal
Dwight Ingalls (Brad Pitt) is een populaire basketballer op een Amerikaanse high school. Zijn vriendinnetje Paula Carson (Jill Schoelen) is een intelligente cheerleader die haar huiswerk altijd op tijd af heeft. Dan blijken er leraren en studenten te worden vermist. Eén lerares wordt gevonden met haar bebloede hoofd op een papierspuwende kopieermachine. Er wijzen beschuldigende vingers naar de vreemde ex-psychiatrisch patiënt Brian Woods (Donovan Leich), maar ondertussen laat ook de conciërge morbide dreigementen op de leerlingen los en Ingalls ring wordt die als aanwijzing wordt gesignaleerd na een moord.

## Rolverdeling
| Acteur          | Personage          |
| --------------- | ------------------ |
| Donovan Leitch  | Brian Woods        |
| Jill Schoelen   | Paula Carson       |
| Brad Pitt       | Dwight Ingalls     |
| Roddy McDowall  | Mr. Dante          |
| Martin Mull     | William Carson III |
| Brenda James    | Colleen            |
| Mark Barnet     | Gary               |
| Tom Ligon       | Mr. Ingalls        |
| Robert Glaudini | Shultz             |
| Eric Boles      | Mr. Glynn          |
| Dirk Blocker    | Coach Harris       |
| Nancy Fish      | Mrs. Knocht        |
| Robert Machray  | Mr. Conklin        |
| David Clarke    | oude man           |
| Norman Alden    | Fondulac           |